# Phlegetonia gilvicolor
Phlegetonia gilvicolor är en fjärilsart som beskrevs av Paul Mabille 1900. Phlegetonia gilvicolor ingår i släktet Phlegetonia och familjen nattflyn. Inga underarter finns listade i Catalogue of Life.